# Bataille de Tamsui
Guerre franco-chinoise
Batailles
- Expédition du Tonkin
- Sontay
- Bac Ninh
- Bac Le
- Fuzhou
- Keelung
- Tamsui
- Kep
- Shipu
- Zhenhai
- Lang Son (1re)
- Nui Bop
- Tuyen Quang
- Yu Oc
- Hoa Moc
- Phu Lam Tao
- Bang Bo
- 2e Lang Son
- Pescadores

La bataille de Tamsui ou combat de Tamsui (en chinois : 滬尾之役, littéralement bataille de Huwei, ou 淡水之役), est un combat qui oppose le 8 octobre 1884, une escadre française à des troupes chinoises à Tamsui, sur la côte nord de Taïwan, dans le cadre de la guerre franco-chinoise. 

## La bataille
La division navale française constitué de navires de l'Escadre d'Extrême-Orient, commandée par le vice-amiral Lespès bombarde la ville côtière de Tamsui, mais sa tentative de débarquement avec 600 hommes échoue. La dizaine de soldats français capturés ont été décapités et leurs têtes exhibées devant un temple de Tamsui.

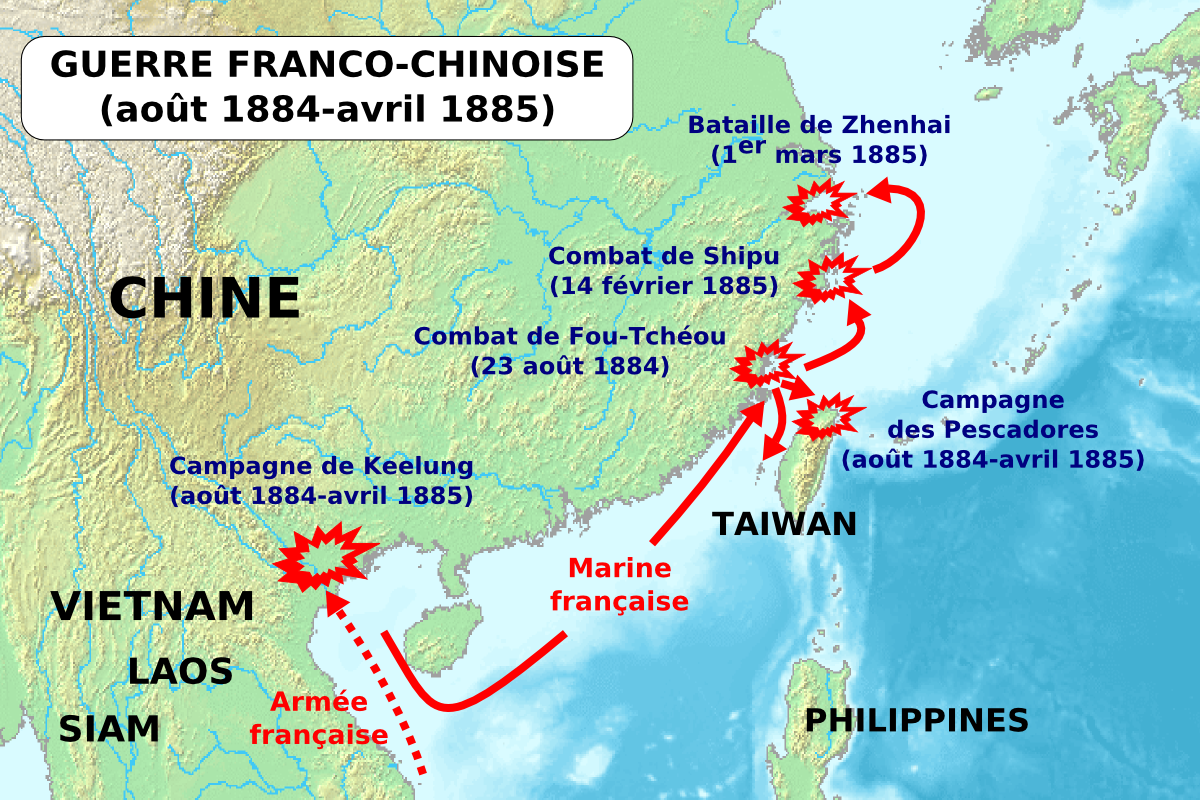
Les différents affrontements qui ont lieu pendant le conflit.

## Décoration
FORMOSE 1885 est inscrit sur le drapeau des régiments cités lors de cette bataille.

### Sources et bibliographie
En français
- Ernest Picard-Destelan, Annam et Tonkin : Notes de voyage d'un marin, Paris, 1892
- Émile Duboc, Trente cinq mois de campagne en Chine, au Tonkin, Paris, 1899
- Stéphane Ferrero, Formose, vue par un marin français du XIXe siècle, Paris, 2005
- Huard, La guerre du Tonkin, Paris, 1887
- Maurice Loir, L'escadre de l'amiral Courbet, Paris, 1886
- Maurice Rollet de l'Isle, Au Tonkin et dans les mers de Chine, Paris, 1886, [lire en ligne]
- H. de Poyen-Bellisle, L'artillerie de la Marine à Formose, Paris, 1888
- Auguste Thomazi, La conquête de l'Indochine, Paris, 1934
- Étienne Taillemite, Histoire ignorée de la marine française, Paris, Perrin, coll. « Pour l'histoire », 2003, 460 p. (ISBN 978-2-262-02050-7)
- Michel Vergé-Franceschi (dir.), Dictionnaire d'Histoire maritime, éditions Robert Laffont, coll. « Bouquins », 2002
- Jean Meyer et Martine Acerra, Histoire de la marine française : des origines à nos jours, Rennes, Ouest-France, 1994, 427 p. [détail de l’édition] (ISBN 2-7373-1129-2, BNF 35734655)
- Rémi Monaque, Une histoire de la marine de guerre française, Paris, éditions Perrin, 2016, 526 p. (ISBN 978-2-262-03715-4)

En anglais
- (en) L. Eastman, Throne and Mandarins : China's Search for a Policy during the Sino-French Controversy, Stanford, 1984
- (en) G. Mackay, From Far Formosa, Edinburgh et Londres, 1896
- (en) J. W. Davidson, The Island of Formosa, Past and Present, Londres, 1903

En chinois
- (zh) Lung Chang [龍章], Yueh-nan yu Chung-fa chan-cheng [越南與中法戰爭, Vietnam and the Sino-French War], Taipei, 1993